# 메러디스 헨더슨
메러디스 헨더슨(Meredith Henderson, 1983년 11월 24일 ~ )은 캐나다의 배우이다.
오타와에서 태어났다.

## 영화
- 점퍼 (2008년)
- 드레스덴 파일 (2007년)
- 하트스토퍼 (2006년) - 사라 웨슬러 역
- 퀴어 애즈 포크 (2000년)
- 송 스피너 (1995년)